# Moranopteris taenifolia
Moranopteris taenifolia är en stensöteväxtart som först beskrevs av Jenm., och fick sitt nu gällande namn av R.Y.Hirai och J.Prado. Moranopteris taenifolia ingår i släktet Moranopteris och familjen Polypodiaceae. Inga underarter finns listade.